# Tricentra oeno
Tricentra oeno är en fjärilsart som beskrevs av Druce 1892. Tricentra oeno ingår i släktet Tricentra och familjen mätare. Inga underarter finns listade i Catalogue of Life.